# Melaleuca leucadendra
Espèce
Classification phylogénétique
Melaleuca leucadendra est une espèce de plantes à fleurs de la famille des Myrtaceae. C'est un arbre originaire d'Australie et d'Indonésie.
La variante orthographique Melaleuca leucadendron a été autrefois utilisée. Mais l'épithète étant pour Linné un adjectif, elle doit s'accorder en genre avec le nom de genre, donc leucadendra.
Cette espèce a souvent été confondue avec des espèces proches, aux feuilles larges comme Melaleuca viridiflora, Melaleuca quinquenervia (niaouli) ou Melaleuca cajuputi (cajeput). Le botaniste australien Lyn Craven, spécialiste des mélaleucas australiens, considère que c'est un peu ironique que ces espèces majeures dans le paysage australien, connues sous le nom local de « broad-leaved paperbark », mélaleuques à larges feuilles, et si utiles pour leur bois et surtout les huiles essentielles que fournissent leurs feuilles, aient donné tant de fil à retordre aux botanistes pour être classées.
Avant les travaux de Blake (1968) puis de Craven et Barlow (1997), le cajeput, l'arbre dont on extrait l'huile de cajeput, était référencé à Melaleuca leucadendra. Actuellement, on l'identifie comme Melaleuca cajuputi.

## Étymologie et nomenclature
Le terme de latin scientifique melaleuca est composé de deux termes empruntés au grec : melas μέλας  « noir » et leucos λευκός « blanc », en raison des couleurs contrastées du tronc et des branchages.
L'épithète spécifique leucadendra un composé emprunté au grec (leucos λευκός « blanc » et dendron δένδρον  « arbre ») « arbre blanc », a été créée par Linné en allusion à l'espèce d'arbre blanc (arbor alba) décrite par Rumphius dont le tronc, dit-il, paraît à la base noire comme du charbon, tandis que ses branches et son feuillage au contraire, se font remarquer par leur couleur blanchâtre.
Linné n'avait pas connaissance des Myrtacées d'Indonésie ou d'Australie quand il publia  son œuvre de référence botanique Species plantarum en 1753. Ce n'est que plus tard, dans Systema Naturae (édition 1758-59) qu'il décrit sous le nom de Myrtus leucadendra, un arbre de l'île d'Ambon (archipel des Moluques), connu grâce à la description qu'en avait donnée le naturaliste de la compagnie néerlandaise des Indes orientales, Rumphius (Herbarium Amboinenese, 1754), sous le nom d'arbre blanc Arbor alba. Ensuite, dans l'édition de 1766-68, il introduit le genre Melaleuca dans la classe des Polyadelphes, Polyandres, pour décrire l'arbre sous le nom de Melaleuca leucadendra. C'est en raison de cette révision faite par Linné sur sa propre description que le nom latin est suivi de : (L.) L. (voir l'encadré à droite).

## Description
Melaleuca leucadendra est un grand arbre, pouvant faire jusqu'à 40 m de haut, à écorce blanchâtre, formée de plusieurs couches s'exfoliant en larges bandes. En raison de ses minces rameaux et feuilles retombants, il est nommé « weeping tea tree », mélaleuca pleureur. Les jeunes rameaux sont couverts d'une pubescence blanchâtre.
Les feuilles étroitement lancéolées, très longues, de 7,5 à 27 cm de long, soit de 3,5 à 16 fois plus longues que larges, représentent parmi les plus longues du genre. Elles sont parcourues par 5 nervures longitudinales.
Les inflorescences sont des épis cylindriques, groupant les fleurs par trois. Les fleurs blanches possèdent de nombreuses étamines de 7 à 16 mm de long, rassemblées en 5 faisceaux opposés aux pétales. L'hypanthium est glabre alors que ceux du cajeput et du niaouli sont pubescents.
Le fruit est une capsule ligneuse, glabre, de plus de 4 mm de diamètre.

## Distribution

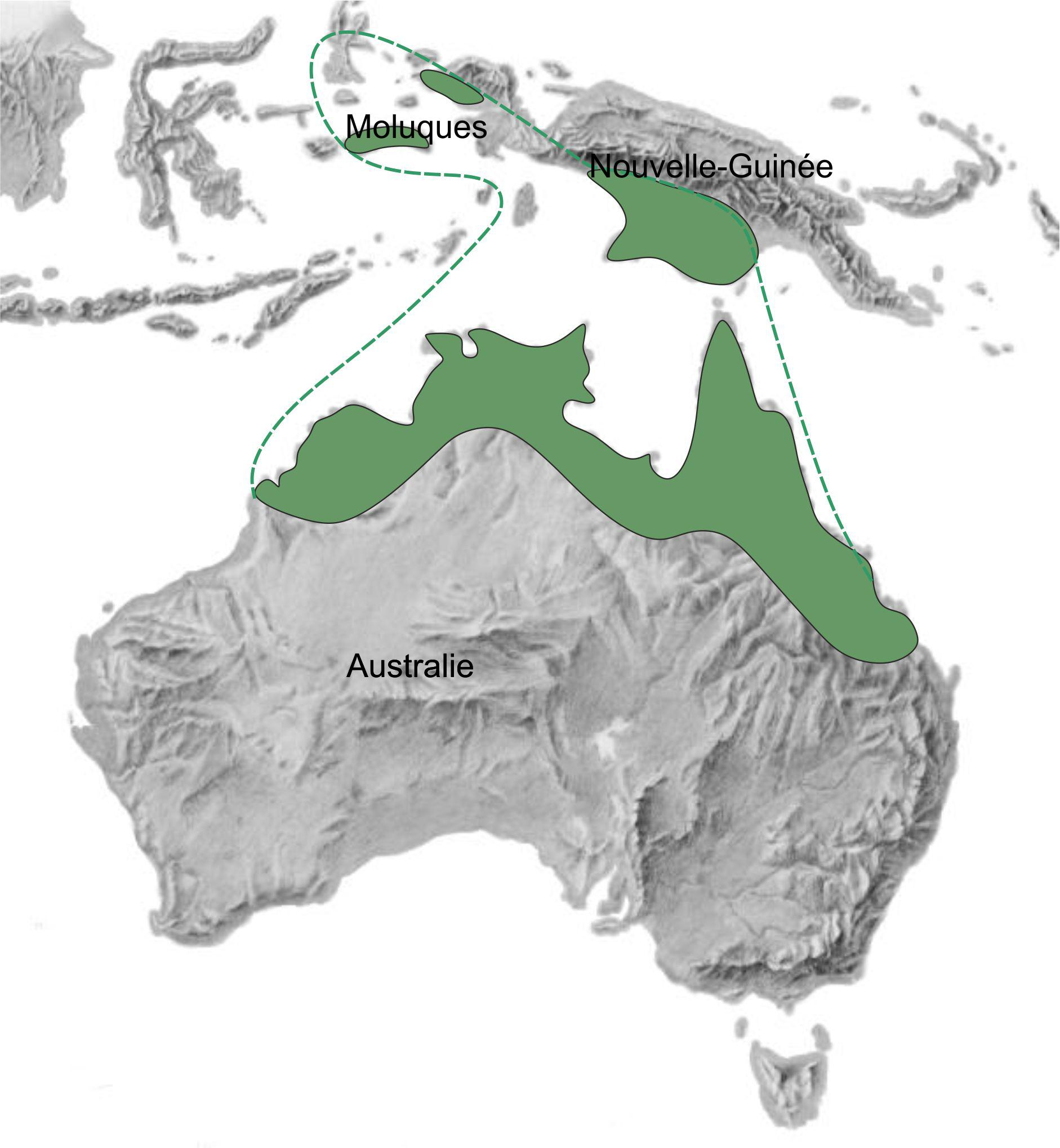
Distribution de M. leucadendra (d'après Craven, 2003).

Le Melaleuca leucadendra est originaire d'Australie (Australie-Occidentale, Territoire du Nord, Queensland), des Moluques et de Papouasie-Nouvelle-Guinée.
Il croît le long des cours d'eau en Australie du nord, dans les zones marécageuses et dans la forêt tropicale humide.
Il est aussi cultivé dans les parcs et le long des rues.

## Utilisations
De ses feuilles, on extrait par distillation à la vapeur, une huile essentielle. De nombreuses études sur la composition de l'huile ne concernaient en fait qu'une espèce apparentée du complexe M. leucadandra. Brophy et Lassak en évitant cet écueil, ont montré que les huiles volatiles des feuilles de M. leucadendra pouvaient facilement être distinguées en deux groupes, composés presque entièrement de méthyleugénol (jusqu'à 99 %) ou de E-méthyle-isoeugénol (jusqu'à 86 %). En outre, ils ont dècelé de petites quantités de trans-β-ocimène, de linalol et de nombreux sesquiterpènes

## Photos

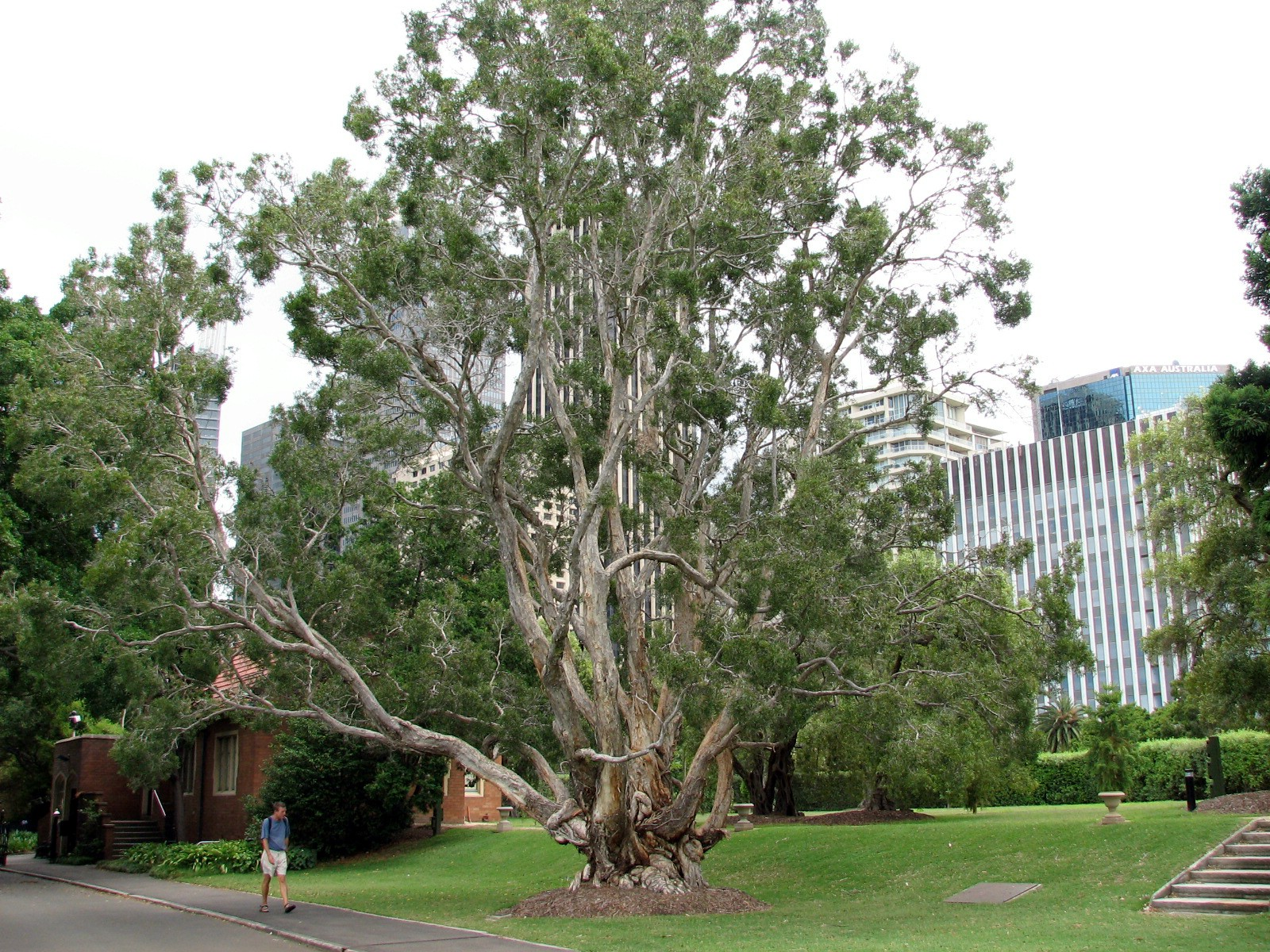
M. leucadandra au Royal Botanic Garden, à Sydney.
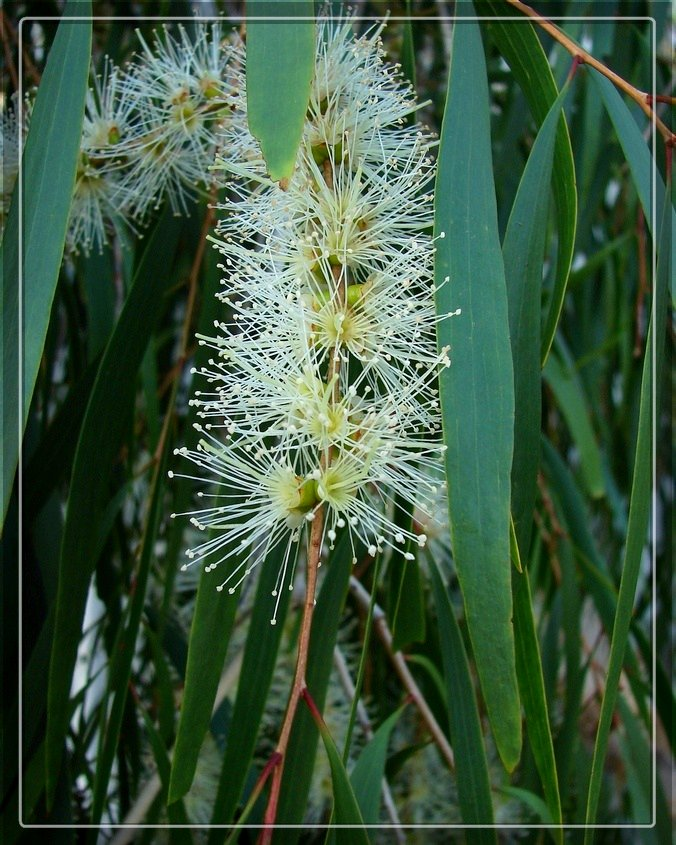
Fleur.
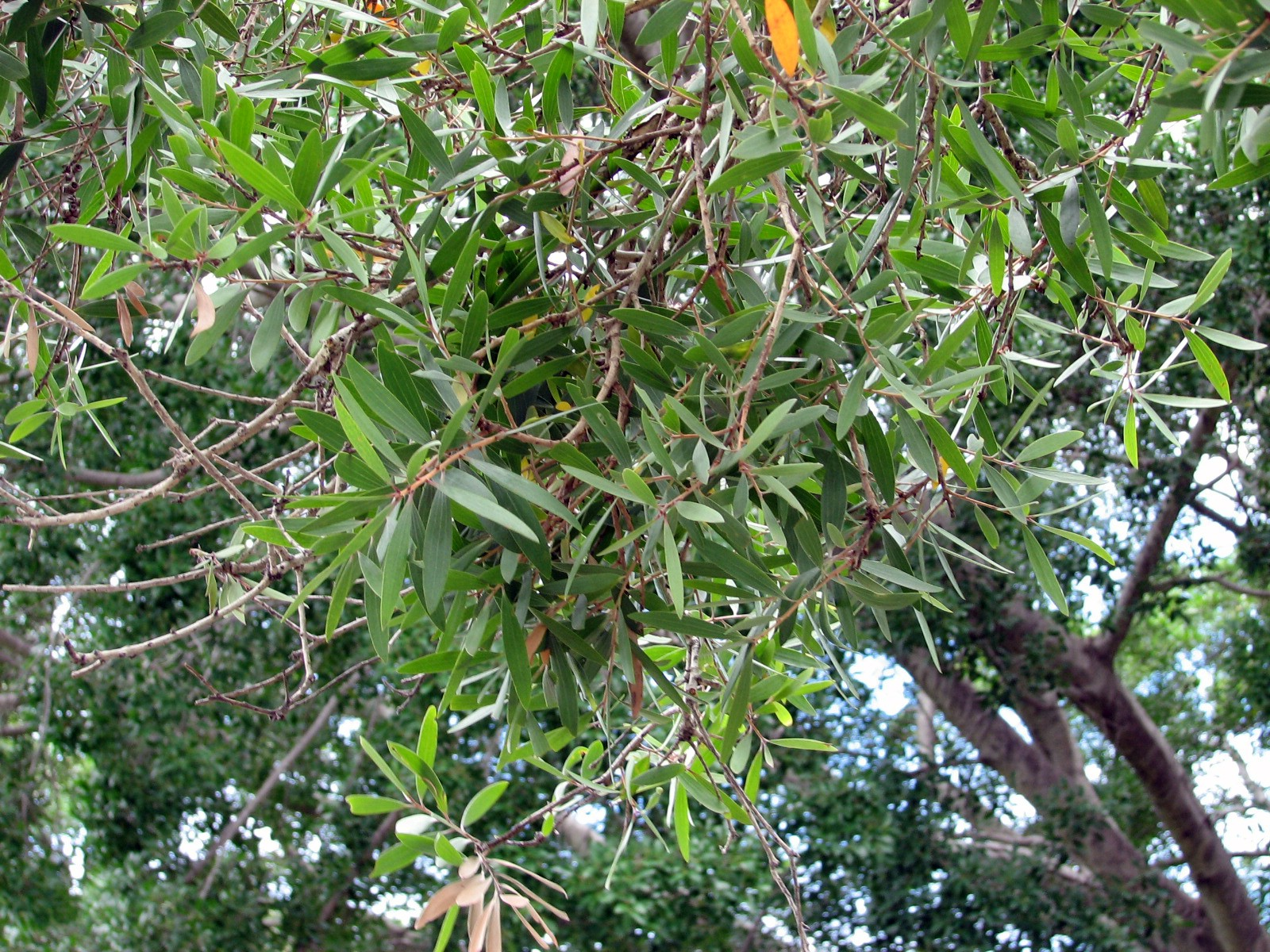
Feuilles.
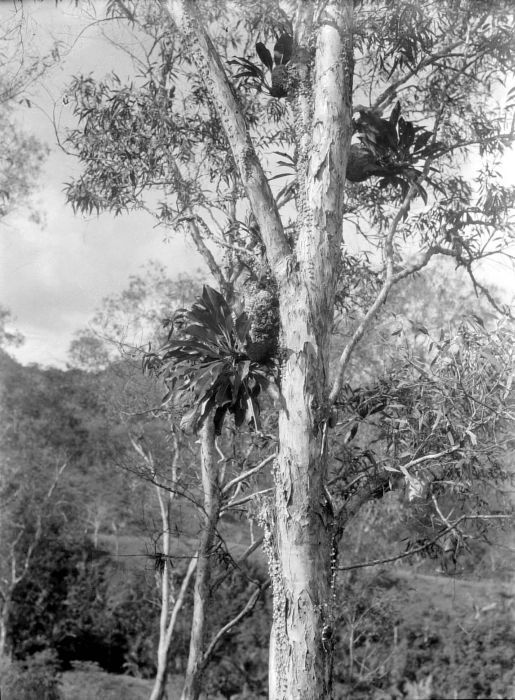
Un arbre kayu putih à Ambon aux Moluques en Indonésie (1926).

## ComplexeMelaleuca leucadendra
Les espèces de mélaleucas à feuilles larges, comme le niaouli ou le cajeput, ont reçu de nombreux noms scientifiques différents, suivant les époques et les lieux.
Dans de premières études, Blake (1968) puis Craven et Barlow (1997) ont montré la nécessité de revoir le statut de plusieurs espèces de Melaleuca. Les espèces souvent confondues appartiennent à un groupe de mélaleucas, rassemblant 15 espèces et désigné comme le « Complexe Melaleuca leucadendra ». Suivant Craven, (2003), ils rassemblent les espèces suivantes : 1. M. arcana, 2. M. argentea, 3. M. cajeputi Powell, 4. M. clarksonii, 5. M. cornucopiae, 6. M. dealbata, 7. M. fluviatilis, 8. M. lasiandra, 9. M. leucadendra (L.) L., 10. M. nervosa, 11. M. quinquenervia (Cav.) Blake, 12. M. saligna, 13. M. sericea, 14. M. stenostachya, 15. M. viridiflora Sol.
Ces espèces sont caractérisées par des feuilles persistantes, odorantes, et larges et une écorce s'exfoliant en larges bandes. Elles se rencontrent à l'état naturel au nord-est de l'Australie tandis que M. quinquefolia (le niaouli) s'étend sur la côte orientale australienne jusqu'à Sydney et en Nouvelle-Calédonie. Les clés données par Craven (2003) pour distinguer les espèces prennent en compte des critères fins comme la longueur des étamines, la pubescence etc. Pour les espèces les plus connues, indiquons qu'on peut caractériser M. leucadendra par un hypanthium glabre alors que les trois espèces intéressantes pour leurs huiles essentielles (M. cajuputi, M. viridiflora, M. quinquenervia) ont un hypanthium clairement couvert de poils.
| Clés simplifiées (Craven, 2003) |                                                            |                                                           |
| Inflorescence < 30 mm ∅         | Inflorescence > 30 mm ∅                                    | Inflorescence > 30 mm ∅                                   |
| M. cajuputi                     | hypanthium : 3 - 3,5 mm jeune rameau : poils tous apprimés | hypanthium : 1,5 - 2,5 mm jeune rameau : qq poils dressés |
| M. cajuputi                     | M. viridiflora                                             | M. quinquenervia                                          |